# Clifford R. Shaw
Clifford R. Shaw (1895-1975) foi um sociólogo americano, professor da Universidade de Chicago. Destacou-se no estudo criminológico da delinquência juvenil e sua distribuição no espaço urbano. 

## Biografia
No ano de 1895, nasce Clifford Shaw, no mês de Agosto, na cidade rural de Luray, Indiana, no Meio oeste americano. Foi criado em uma fazenda em Luray, e era o quinto entre dez filhos. Seus pais tinham uma pequena loja, e seu pai se envolvia em atividades diversas, desde a política local até trabalhar com sapatos e com a colheita. 
Desde criança, Clifford teve contato com o Cristianismo, e aos 15 anos, em 1910, ele foi encorajado à iniciar seus estudos como pastor. Após um ano de ministério no Adrian College, abandonou o curso, desiludido com as instituições cristãs. 
Em 1917, Shaw decidiu entrar para a Marinha, durante a Primeira Guerra Mundial, como um farmacêutico, para trabalhar em submarinos. Ele estudou Farmácia na Universidade de Johns Hopkins, mas antes que pudesse entrar para o serviço ativo, a guerra acabou, em 1918, de forma que Shaw retornou ao Adrian College para terminar seu curso. No mesmo ano, Clifford Shaw decidiu estudar sociologia na Universidade de Chicago. Durante seus estudo, viveu em um bairro de imigrantes poloneses, o que pode ter influenciado seu trabalho e suas pesquisas quanto à composição racial dos bairros de cada cidade.
Entre 1921 e 1923, Shaw trabalhou como agente de condicional (“parole officer”) para uma instituição chamada “Illinois State Training School for Boys”, visitando a casa dos infratores e os ajudando a encontrar empregos.
Entre 1924 e 1926, Shaw trabalhou como oficial de justiça (“probation officer”) no Tribunal Juvenil do Condado de Cook. Entre suas funções, estavam realizar pequenas investigações,  visitar casas e de apresentar casos à Corte. Nesse mesmo ano de 1924, Shaw terminou seu curso na Universidade de Chicago, e decidiu não fazer doutorado, talvez por não falar língua estrangeira, uma das exigências para o PhD, ou talvez por já ter decidido o que pretendia fazer profissionalmente no futuro. Em 1939, porém, ele recebeu um título honorário de Doutor de Direito pelo Adrian College.
A partir do ano de 1926, Shaw passou a dar aulas no George Wiliiams College e na Central YMCA College, se tornando o Diretor do Instituto de Pesquisas Juvenis (antigo Instituto de Psicopatia Juvenil de Chicago, liderado pelo psicanalista William Healy). Em 1941, Shaw passou a dar aulas na Universidade de Chicago.
No ano de 1957, após longo período de convalescença, morre Clifford Shaw.

## Pensamento criminológico daEscola de ChicagoeTeoria da Desorganização Social
Clifford Shaw sofreu influência em sua obra do pensamento da escolha de Chicago. Nesta Universidade, formou-se em Sociologia, além de tornar-se um de seus professores.
Nesta universidade foram desenvolvidos trabalhos de vanguarda acerca da distribuição de determinadas características e o espaço urbano. Isso refletiu-se no estudo da criminologia realizado.
Entre as contribuições dessa escola destacam-se as do campo metodológico associando a pesquisa à formulação de políticas criminais. No âmbito da metodologia instituíram a análise estatística evidenciando a distribuição espacial. Os estudos realizados apontavam para a necessidade de mudanças efetivas nas condições econômicas e sociais das crianças (carreiras dos delinquentes). Evidenciaram também as demandas de melhorias sanitárias e manipulação do ambiente físico, considerando inclusive as oportunidades de realização dos delitos, como estratégias de prevenção que deveria ser priorizadas em detrimento das repressivas.
Naquela época, um aspecto típico das pesquisas era a confecção de mapas, onde se situavam os diferentes tipos de população, grupos étnicos, raças, espécies de atividades: em que lugar da cidade, por exemplo, se concentravam as atividades criminosas? Como explicar esse fato? Tal metodologia é evidente no livro “Juvenile Deliquency and Urban Areas”.

## Principais Obras

### Juvenile Delinquency and Urban Areas

#### Parte I – Introdução
Estudos anteriores já avistavam correlação entre taxas de criminalidade entre jovens e condições de vida nas comunidades.  Percebeu-se que comunidades de baixa renda possuíam os índices de delinquência mais elevados. 
O presente trabalho analisa as características de Chicago, bem como de outras grandes cidades, buscando responder outras perguntas acerca da criminalidade entre menores. Questiona-se a relação deste índice para com características socioeconômicas das comunidades, reincidência, composição populacional, dentre outros. 
No presente, na análise da variação do índice de criminalidade entre diferentes áreas da cidade americana, utilizou-se uma série de dados estatísticos, a fim de determinar que diferenças socioeconômicas apresentam um paralelo com a variação das taxas de delinquência. 
A análise presente se baseia numa visão mais sútil dos relacionamentos humanos e dos valores sociais que permeiam a vida familiar e social. Os fatores que se relacionam com a delinquência juvenil são resultados de processos econômicos e sociais que ocorreram no desenvolvimento das cidades e, consequentemente, das comunidades em exame. 
O estudo da cidade de Chicago ocorre de forma mais detalhada que o de outras cidades. Limita-se o estudo apenas da delinquência entre jovens do sexo masculino.

#### Parte II

##### Capítulo 2 – Crescimento de Chicago e diferenciação do espaço urbano
Nesse capítulo o autor analisa as características comuns do processo de expansão dos centros americanos, bem como o caso específico da cidade de Chicago.

###### Crescimento Urbano
No que tange ao crescimento urbano, a cidade americana tende a crescer formando círculos concêntricos, em cujo centro encontram-se grandes distritos comerciais e industriais. A proximidade para com o centro faz com que bairros residenciais se tornem menos atrativos. Os imóveis nessas áreas sofrem com a deterioração, fuligem, barulho, dentre outros. Portanto, verifica-se um fluxo habitacional decrescente no centro, em direção à periferia, de maior valor imobiliário.
A especulação imobiliária força as pessoas de renda mais baixa a se fixarem nos bairros menos atrativos, uma vez que os custos são mais baixos, enquanto aqueles de maior poder aquisitivo, se dirigem à zona residencial periférica mais valorizada. 
Verifica-se, outrossim, a existência de uma divisão laborativa entre as diferentes regiões. Profissionais mais bem remunerados, mais nobres, ocupam bairros mais valorizados, pois podem custear despesas habitacionais mais altas. Já os trabalhadores com menores salários ocupam as áreas menos atrativas, correspondentes ao centro industrial.
Ocorre também a separação relativa a nacionalidade. Os grupos com menor renda correspondem, nas cidades do norte dos EUA, àqueles com maior número de imigrantes recentes. Isso resulta na concentração de imigrantes nas áreas centrais, menos valorizadas, enquanto os nativos concentram-se nas zonas periféricas residenciais.
Nas cidades nortistas, o preconceito racial fez com que grupos de negros não ocupassem áreas de menor valor imobiliário. Isso forçou esses grupos a formarem comunidades localizadas de acordo com sua escolha, assim que seu poder aquisitivo aumentava. Desse modo, formaram-se bairros com características semelhantes aos centrais, porém com alto custo de habitação, devido à pressão por moradia.

###### Crescimento de Chicago
Chicago é uma cidade industrial, limitada pelo Lago Michigan, e pelo Rio Chicago. Seu crescimento gerou como consequência um processo claro de diferenciação dos espaços, visto que há zonas industriais e residenciais; com habitantes de alta ou baixa renda; com população americana ou estrangeira. Chicago é limitada pelo Lago Michigan e pelo Rio Chicago, fazendo com que seu estudo se dê de modo a dividir a cidade em semicírculos, em vez de círculos completos. 
Mudanças em algumas áreas foram visíveis em seu processo de expansão. No entorno do distrito central de negócios, as residências originais deram lugar a empreendimentos comerciais e industriais, e a zona residencial foi se deslocando cada vez mais afastada do centro. 
A cidade segue o padrão verificado como comum a outros centros norte-americanos. No norte da cidade esta “Gold Coast” área conhecida pelo alto padrão habitacional.

###### Evidências da diferenciação urbana
Passa-se a arrolar fatos que evidenciam o processo de diferenciação sofrido.
No centro, é maior o número de imóveis antigos, passíveis de demolição. Isso ocorre a medida que tais localidades são abandonadas, haja vista que a proximidade com o distrito industrial as tornam menos atrativas à população.
Verificou-se um decréscimo progressivo na densidade populacional das áreas centrais de Chicago, enquanto as áreas periféricas apresentaram aumento populacional. Isso mostra o processo de expansão que a cidade sofreu, do centro em direção a periferia. 
Comprovou-se que a população de renda mais baixa, o maior número de famílias assistidas pelo governo e os aluguéis mais baratos estão em áreas correspondentes ao centro desvalorizado. Em contrapartida, regiões periféricas, onde se situam bairros residenciais mais recentes e organizados, apresentam indicadores opostos.
Por meio dessa análise, observou-se que nas zonas centrais encontram-se maior número de trabalhadores industriais nos bairros do centro e maior número de profissionais e clérigos nas áreas de periferia residencial. Nos bairros mais desvalorizados verificou-se, também, maior números de imigrantes estrangeiros.

##### Capítulo III
Nesse capítulo, as estatísticas a respeito da delinquência juvenil e sua incidência no espaço urbano de Chicago são examinadas.  Os casos de delinquência juvenil considerados estatisticamente são aqueles referentes aos jovens de 17 anos trazidos ao judiciário e oficialmente imputados.
São analisadas três séries de dados, cada uma em três períodos de tempo (1927-33; 1217-23; 1900-1906):
1. Distribuição dos supostos delinquentes trazidos ao Tribunal de Menores;
2. Distribuição dos delinquentes direcionados a escolas correcionais pelo Tribunal de Menores;
3. Distribuição dos supostos delinquentes acompanhados por policiais de condicional;

Concluiu-se que as três séries de dados apresentam, pouquíssimas exceções, as mesmas características entre si e entre os períodos de tempo analisados. As áreas com maior índice de criminalidade entre menor coincidiram com as áreas centrais de Chicago, subvalorizadas e próximas ao distrito comercial central. As áreas periféricas residenciais, em contraste, apresentaram menores taxas.  Desse modo, a variação entre as taxas de delinquência é diretamente proporcional à variação do grau de desorganização urbana.

##### Capítulo IV
Aqui são explorados outros problemas urbanos existentes e sua distribuição no espaço, tais como: desemprego, dependência química, desorganização familiar, dentre outros. Foram examinadas cinco condições:
1. Índice de evasão escolar;
2. Índices de jovens adultos criminosos;
3. Taxa de mortalidade infantil;
4. Incidência de tuberculose
5. Incidência de doenças mentais;

A conclusão foi que a variação de tais índices no espaço urbano era muito similar à variação das taxas de criminalidade entre menores. E, por conseguinte, assimilava-se também a variação do grau de desorganização das comunidades. 
Verificou-se que não houve um caso sequer que essas condições não variassem de acordo com os índices de delinquência. Destarte, a delinquência não é um fato isolado: acontece juntamente com outras condições não desejáveis em uma comunidade.  Dada tal relação, é possível afirmar que os problemas listados nesse capítulo, bem como as taxas de criminalidade, se relacionam com as condições de vida de determinada localidade.

##### Capítulo V
Neste capítulo, volta-se para o exame da evasão escolar, reincidência e condenação a instituições correcionais dos menores em questão. Numa análise preliminar, foi atestado que esses índices variam, mais uma vez, seguindo o padrão da variação das taxas de criminalidade entre menores nos espaços urbanos. Analisam-se tais fatores, então, de acordo com zonas divididas segundo o índice de delinquência juvenil.
A seguinte série de dados é estudada:
1. Evasão escolar – percentagem dos jovens evasivos que se tornam delinquentes (em dois períodos temporais: 1927-33 e 1917-23);
2. Comparação entre jovens delinquentes evasivos e não evasivos (em dois períodos temporais:1927-33 e 1917-23);
3. Percentagem dos delinquentes que se tornam reincidentes (três períodos temporais:  1927-33; 1917-23 e 1900-1906);
4. Número de reincidências (três períodos temporais:  1927-33; 1917-23 e 1900-1906);
5. Percentagem de delinquentes enviados a institutos correcionais (três períodos temporais:  1927-33; 1917-23 e 1900-1906);

Quanto à evasão escolar, descobriu-se que nas áreas com maiores índices de delinquência juvenil, os jovens evasivos tem mais chance de se tornarem delinquentes que nas áreas de índices mais baixos. Cabe notar que as comunidades com maiores taxas de criminalidade entre menores são aquelas mais centrais. Assim a proporção de jovens evasivos que se tornam criminosos varia com a situação da área e reflete no índice de delinquentes.
Foi encontrado que delinquentes evasivos reincidiam em maior número que os assíduos no ambiente escolar. Viu-se, ainda, que nas áreas com maiores índices de delinquência, houve maior reincidência e que a evasão escolar é maior precursora da reincidência nessas mesmas áreas. O número de reincidências foi maior, uma vez mais, nas zonas de maior taxa de criminalidade, assim como o número de jovens enviados a instituições correcionais. Notou-se, igualmente, que nos bairros com maiores taxas de delinquência juvenil é maior o número de delinquentes que reincidem quando adultos.

##### Capítulo VI
Nesse capítulo, objetiva-se aferir a influência de fatores físicos, econômicos e populacionais da sociedade nas taxas de delinquência juvenil observadas. 
No que tange aos fatores físicos, concluiu-se que em se tratando de variação populacional, o índice de delinquência juvenil aumenta a medida que há um decréscimo populacional mais acentuado. Não se trata de uma relação causal, mas há que se ponderar que o decréscimo populacional se deve geralmente à expansão industrial que, como já exposto, contribui para o desenvolvimento de problemas ligados ao aumento da delinquência.
Foi demonstrado que as áreas em que residem maior número de famílias com auxílio governamental e as regiões de aluguéis mais baratos são aquelas em que há maior taxa de delinquência juvenil. Além disso, notou-se que nos bairros onde há maior número de imóveis próprios, ocorrem menores taxas de criminalidade.
Embora não possa se denotar uma relação de causalidade, verifica-se que essas condições são vistas em bairros com menor estrutura, onde, por sua vez, notam-se maiores taxas de delinquência juvenil.
Quando se estuda a composição populacional, apesar de os bairros com maior concentração de negros e imigrantes possuírem maiores índices de delinquência juvenil, não se sustenta a tese de que fatores étnicos estimulam a criminalidade. Vale ressaltar que os grupos referidos se estabeleceram nas zonas mais desvalorizadas, em que outras condições favorecem a criminalidade.

##### Capítulo VII
Nos capítulos anteriores, distinguiram-se as regiões com maior nível de delinquência juvenil com base em características físicas, econômicas e populacionais. Nesse capítulo, são investigadas as diferenças mais sutis em comportamentos e valores de determinada localidade.
Verificou-se que nas áreas com maior taxa de delinquência juvenil, existem sistemas conflitantes de valores morais, que competem entre si. Isso não é observado nas regiões com menores índices. 
Nas últimas, os valores morais são reproduzidos com maior uniformidade, havendo grande incentivo para a formação ético-moral das crianças com atividades escolares e de lazer. A comunidade reprova veementemente comportamentos desviantes dos valores tradicionais. Os jovens dessas áreas tem, ainda, pouco contato com esses comportamentos. Há maior quantidade de instituições que protegem os valores.
Já nas primeiras, é notável a existência de diversas normas de conduta. Os valores morais convencionais existem, sendo reproduzidos por instituições como família e igreja. Os valores desviantes são representados por gangues criminosas. Nessas comunidades, em um grupo certo comportamento pode ser considerado moral, próprio e desejado, enquanto em determinado grupo ocorre o inverso. Assim, crianças são expostas a valores divergentes. Dado os altos níveis de criminalidade adulta nas referidas localidades, cria-se uma subcultura que exerce grande influência sobre os jovens, o que se torna ainda mais claro quando examinado os dados no decorrer dos anos: a delinquência pode ser propagada entre gerações, por meio do contato de jovens com adultos criminosos.
Nas áreas com maior criminalidade, é observado maior nível de desorganização estrutural. Vê-se também que os grupos de valores desviantes exercem fascínio nos jovens, tanto pelo fato do sentimento de integração em um grupo quanto pela conquista de bens materiais. Na falta de oportunidades e com a pressão de um sistema que exalta o individualismo, ocasionando uma corrida por status econômico-social, muitos jovens optam por unir-se a grupos com padrões morais desviantes.

#### Parte III
Na Parte III, o autor analisa diversos dados de cidades americanas, comparando as características sociais e econômicas  de cada comunidade com a incidência maior ou menor e Delinquência Juvenil. 

##### Capítulo VIII
No Capítulo VIII, o autor trata da Filadélfia, percorrendo rapidamente sua história,  e  relacionando o crescimento urbano, em especial o não planejado, com a delinquência juvenil. Ele analisa as seguintes características dessa comunidade:
1. Aumento ou diminuição populacional;
2. Porcentagem de  pessoas desocupadas de suas casas por demolições;
3. Preço Médio dos aluguéis;
4. Porcentagem de pessoas com casa própria;
5. Porcentagem de chefes de família estrangeiros ou negros;
6. Taxa de criminalidade de jovens entre 16 e 21 anos

As conclusões foram de que a delinquência juvenil é maior nas áreas de redução populacional, com grande quantidade de pessoas cujas casas foram demolidas, com preços de aluguéis baixos, com pouca porcentagem de pessoas donas de casa própria, em áreas com maior porcentagem de pais de família estrangeiros ou negros, e com alta criminalidade adulta. As conclusões encontradas se assemelham àquelas encontradas em Chicago.

##### Capítulo IX
No Capítulo IX, Clifford Shaw passa a analisar dados referentes à “Greater Boston”, a Região Metropolitana de Boston, composta ela cidade de Boston e mais 15 cidades conurbadas à primeira. Ele analisa as seguintes características dessa comunidade:
1. Aumento ou diminuição populacional;
2. Porcentagem de desemprego entre homens empregáveis;
3. Porcentagem de famílias recebendo assistência do Estado (“on relief”);
4. Taxas de delinquência entre adultos;
5. Taxas de mortalidade infantil;

As conclusões foram de que a delinquência juvenil é maior em áreas com maior desemprego entre homens adultos empregáveis, em áreas com diminuição populacional, com  maior numero de famílias recebendo pensões, com maior mortalidade infantil e com maior delinquência adulta.

##### Capítulo X
No Capítulo X, o autor trata da cidade de Cincinnati, em relação a dados referentes ao sexo masculino e feminino, e percebe que os índices de delinquência dos dois sexos tendem a convergir. Autor analisa os seguintes dados da comunidade:
1. Aumento ou diminuição populacional;
2. Preço Médio dos aluguéis;
3. Taxas de encarceramento de adultos do sexo masculino;
4. Porcentagem de pessoas com casa própria;

As conclusões são as de que a delinquência juvenil é maior nas áreas com diminuição populacional, com alugueis mais baratos e com maiores taxas de encarceramento adulto. Ao analisar os mapas da cidade e a sua expansão durante o tempo, o autor também verifica maior incidência de delinquência, adulta e juvenil, nas regiões industriais e comerciais, onde há menor numero de pessoas com casa própria. Por outro lado, verifica menor delinquência nas áreas de subúrbios residenciais onde há maior numero de pessoas com casa própria.

##### Capítulo XI
O Capítulo XI trata da cidade de Cleveland e de quatro cidades suburbanas ligadas à Cleveland por processo de conurbação. Autor analisa as seguintes características comunitárias:
1. Aumento ou diminuição populacional;
2. Porcentagem de famílias que recebem assistência  do Estado;
3. Porcentagem de chefes de família estrangeiros ou negros;

As conclusões, novamente, foram de que a delinquência juvenil é maior nas áreas com diminuição populacional, em que maior número de famílias recebe assistência do Governo, e com maior número de chefes de família estrangeiros ou negros. As áreas com maior delinquência se encontravam em regiões industriais e comerciais. Os bairros residenciais do subúrbio apresentavam  os menores índices de delinquência.

##### Capítulo XII
O Capítulo XII trata da cidade de Richmond,  e novamente analisa os seguintes fatores da comunidade:
1. Status residencial, industrial ou comercial;
2. Preço Médio dos aluguéis;
3. Porcentagem de famílias dependentes de Programas de Assistência do Governo;
4. Taxas de Criminalidade adultaA

As conclusões foram as mesmas, a delinquência juvenil é maior nas áreas industriais ou comerciais, com preços de aluguéis baixos, alta dependência de programas de assistência, e altas taxas de criminalidade adulta.

##### Capítulo XIII
O Capítulo XIII trata da cidade de Columbus, e o autor analisa certas características dessa comunidade
1. Preço Médio dos aluguéis;
2. Porcentagem de famílias dependentes de Programas de Assistência do Governo;
3. Porcentagem de pessoas com casa própria;
4. Distribuição racial (Maioria da população branca e minoria negra, sem presença significativa de imigrantes estrangeiros);
5. Criminalidade Adulta;

As conclusões foram as de que há maior delinquência juvenil nas áreas onde os preços dos alugueis são mais baixos, onde há maior dependência de programas de assistência, menor porcentagem de donos de casa própria, e maior criminalidade adulta. Destaca-se o fato de que, embora áreas com grande presença de população negra tivessem altos índices de delinquência juvenil, havia da mesma forma áreas com população majoritariamente branca com os mesmos altos índices de delinquência juvenil.

##### Capítulo XIV
O Capítulo XIV trata da cidade de Birmingham, que assim como Richmond, localiza-se no Sul dos EUA, ao contrário das outras cidades citadas, situadas no Norte. A população de Birmingham é majoritariamente branca, com minoria negra, sem presença de imigrantes estrangeiros significativa. A delinquência predomina entre negros, ao contrário das cidades do Norte citadas, onde a delinquência predominava tanto entre imigrantes estrangeiros brancos quanto entre negros. O autor analisa as seguintes características dessa comunidade:
1. Preço Médio dos aluguéis;
2. Porcentagem de famílias dependentes de Programas de Assistência do Governo;
3. Criminalidade Adulta;

As conclusões coincidem com as encontradas em outras cidades, existe maior incidência de delinquência juvenil nas áreas em que preço médio dos alugueis é menor, em que existe numero maior de famílias dependentes de programas de assistência do Governo, e em áreas em que a criminalidade adulta é maior.

#### Parte IV

##### Capítulo XVI

###### Cinco cidades do noroeste do Pacífico
Neste capítulo, o propósito é demonstrar a semelhança, na distribuição geográfica de jovens delinquentes, de outras cidades americanas estudadas e cinco cidades da região noroeste do Pacífico: Seattle, Portland, Vancouver, Spokane e Tacoma. Além disso, levanta-se a questão sobre como o crescimento dessas cidades, a configuração social e as áreas econômicas relacionam-se com a delinquência juvenil.
Seattle:
- Crescimento: Teve um rápido crescimento nas primeiras décadas de sua fundação, principalmente, após a chegada da ferrovia do norte do Pacífico, a descoberta de ouro no Alaska e à abertura do Canal do Panamá, que facilitou o comércio no Pacífico.
- Composição populacional: Grande proporção de população branca, o que é um contraste com a maior parte das cidades dessa região do país.
- Organização da indústria: Em geral, as áreas de indústria e comércio de Seattle estão localizadas nos vales e nas áreas marítimas recuperadas.
- Delinquência Juvenil: A distribuição geográfica da delinquência juvenil em Seattle apresente um padrão similar a outras cidades dos E.U.A. Há as mesmas altas taxas de delinquência em áreas próximas dos centros de comércio e nas proximidades das indústrias de base. Enquanto que as áreas afastadas destas regiões tem baixas taxas de delinquência.
Portland:
- Crescimento:  Teve um rápido crescimento nas primeiras décadas após sua fundação. O rio Willamette dividi a cidade em duas partes, oeste e leste. O centro comercial está localizado na porção leste do rio, porém, grande parte da população vive na porção oeste.
- Composição populacional: Assim como em Seattle, mais de quatro quintos da população é composta por brancos, apenas um sexto são estrangeiros, sendo que cerca de 10% são canadenses ou ingleses. Há poucos chineses e japoneses.
- Delinquência Juvenil: também como em Seattle, as maiores taxas de delinquência encontram-se nas áreas centrais.
Vancouver:
- Crescimento: Assim como as anteriores, teve um rápido crescimento em suas primeiras décadas de existência. E teve como principal meio de desenvolvimento econômico o transporte de trigo para outros países.
- Composição populacional: Mais da metade da população é composta por estrangeiros, sendo que cerca de 30% são britânicos e três quartos de origem britânica. Além disso, há muitos chineses.
- Delinquência Juvenil:  As áreas com baixas taxas de delinquência encontram-se na periferia da cidade, pois, possuem menores densidades demográficas e população com alta renda, em geral. Entretanto, quanto mais próximo do centro uma área estiver localizada mais altas serão as taxas de delinquência juvenil. As regiões que, no inicio da cidade, eram residências passaram a ser áreas de especulação imobiliária, o que acarretou num esvaziamento populacional e gerando desorganização comunitária. 
Outra ponto a ser destacado é que as regiões em que vivem os orientais tem níveis de delinquência juvenil mais baixos.
Spokane:
- Crescimento: Assim como as demais, teve um rápido crescimento populacional em suas primeiras décadas.
- Composição populacional: Possui cerca de 85% da população composta por brancos, sendo que  um nono são canadenses ou ingleses.
- Organização da indústria:  A indústria e o comércio dominam as margens do rio Spokane. O centro de comércio da cidade está localizado no sul do rio na parte oeste.
- Delinquência Juvenil: Assim como as outras cidades analisadas, as maiores taxas de delinquência juvenil encontram-se no centro e vão decrescendo em direção as áreas periféricas.
Tacoma: 
- Organização da indústria: Cidade de origem industrial, com forte produção de insumos manufaturados relacionados com a extração florestal.
- Composição populacional: População composta por quatro quintos de brancos ,sendo que um sétimo destes são noruegueses ou suecos.
- Delinquência Juvenil: Também possui maior incidência de delinquência nas áreas centrais como as outras cidades analisadas.

##### Conclusão
A distribuição geográfica da delinquência juvenil nessas cidades, do noroeste do Pacífico, é fundamentalmente parecida com a de outras cidades americanas. Assim como apontado em Seattle, há a mesma concentração de altos níveis de delinquência em áreas próximas dos centros de comércio das cidades e nas proximidades das regiões em que se localizam as indústrias de base. Os melhores bairros residências tem baixas taxas de delinquência e, um ponto interessante, são os baixos níveis de delinquência juvenil entre orientais. Em Seatlle, Portland, Vancouver e Tacoma, os chineses e japoneses baixam as taxas das regiões em que vivem.
Em todas as cidades a influência sobre o comportamento das crianças está relacionado com o bairro em que vivem.

##### Capítulo XVII

###### Três cidades do meio oeste
Nesse capítulo o autor continua analisando a distribuição geográfica das taxas de delinquência juvenil em algumas especificas cidades americanas.
Evansville:
Tal cidade teve um crescimento acelerado, especialmente, em 1900. Muitas cidades cresceram ao redor de Evansville, assim, está serve como um centro de comércio e compras para a sua região de Indiana, além de parte de Kentucky e parte do sul de Illinois. Possui muitas industrias, principalmente, de manufaturas voltadas para a agricultura.
- Distribuição e taxas de delinquência juvenil: As áreas com as taxas mais elevadas são as centrais, nas quais, está localizado o centro comercial, possui moradias mais baratas, habitações deterioradas, armazéns, antigas ferrovias e, também, áreas essas em que houve grande mobilidade habitacional. Os indigentes e os desempregados enchem os antigos alojamentos dessas áreas em momentos de dificuldades econômica, porém, logo que a situação melhora eles saem dessas áreas. Além disso, a aquisição de casa própria não é muito comum nessas regiões.
Nas áreas com as segundas maiores taxas há predominância de população negra e, também, há rixas entre gangues, especialmente, entre gangues compostas por garotos negros contra gangues de garotos brancos.
Peoria:
É a segunda maior cidade de Illinois. Nesta cidade há grandes diferenças sociais em vários pontos distintos, tais contrastes, foram influenciados pela lógica do desenvolvimento inicial da cidade.
- Composição populacional: Maior parte da população composta por brancos, sendo que 26% da população relatou que possui um ou dois parentes estrangeiros. Os negros compreendem menos de 3% da população.
- Organização da indústria:  Uma das primeiras indústrias importantes da região foi a de destilados. Entretanto, ao longo do tempo passou a ter uma grande diversidade de indústrias, tanto que a  cidade passou a ser considera um relevante centro manufatureiro, em especial, de produtos agrícolas. Estas indústrias encontram-se nos vales e nas áreas antigas da cidade, sendo que nestas áreas também está o centro de comércio.
- Delinquência Juvenil:  O estudo revelou uma concentração de delinquentes em certas áreas da cidade similares as encontras em Chicago. O maior número de casos de delinquência juvenil encontram-se nos vales, com 76,7%,enquanto que na região de falésias apenas 23,3% .
Omaha:
- Crescimento: Para se ter uma perspectiva real do desenvolvimento é preciso considerar a história de duas cidades distintas: Omaha e Omaha do Sul. Por mais de 15 anos, foram unidas numa mesma metrópole, porém, as taxas de crescimento provocaram o desenvolvimento de dois importantes centros e a divisão em duas cidades.
- Composição populacional: Em 1930,a população era composta por 94,2% de brancos, com 5,2% de negros e 0,56% de outras etnias. Porém, um grande número de negros tem se fixado para trabalhar nos frigoríficos e a maioria deles vive na região centro-norte.
- Organização da indústria: Há uma importante indústria de cortes bovinos e laticínios. Omaha do Sul crescer ao redor da pecuária, assim, tal região é um importante centro de negócios alimentícios.
- Delinquência Juvenil:  Como na maioria das cidades as altas taxas de delinquência encontram-se próximas da região de centro de comércio. Enquanto que as áreas de baixas taxas estão no norte e no oeste da cidade.
As áreas com as maiores taxas possuem: ferrovias antigas, barracos, indústrias próximas, pensões baratas, elevada mobilidade populacional, grande deterioração e desintegração dessas e etc.

##### Capítulo XVIII
Baltimore:
A delinquência juvenil em Baltimore não é distribuída de maneira uniforme pela cidade mas sim, é dispersa em várias áreas diferentes. A região em que se encontra o centro comercial de Baltimore é ponto principal para se entender as outras áreas em que há concentração de delinquência, pois, estas áreas se estendem de forma radial em relação ao centro.
Esse capítulo busca lidar com a distribuição geográfica da delinquência na cidade de Baltimore, através da analise de etnias e sexo distintos. Dessa forma, o estudo aponta que as taxas de delinquência entre jovens brancos estão concentradas em áreas deterioradas e próximas da região industrial, no sudeste e sudoeste da cidade, e em áreas degradadas próximas do centro de comércio. Já em relação aos jovens delinquentes negros estão mais concentradas em áreas adjacentes ao centro comercial.
Existem áreas, como Morgan Park, região em que reside uma grande comunidade de negros com situação econômica elevada, em que não possui casos de delinquência. Também, há áreas, como Wilson Park, em que reside uma população predominante negra e com renda econômica ligeiramente baixa e que não possui muitos casos de delinquência. Assim, em consonância com outras taxas do estudo, percebe-se que regiões em que há uma população com elevada renda as taxas de delinquência são baixas, entretanto, o contrário também ocorre, baixa renda econômica e altas taxas de delinquência.
Resumo:
A distribuição geográfica da delinquência juvenil em Baltimore é similar a encontrada em outras cidades americanas. Há concentração nas proximidades dos centros de comércio e que se estendem para outras áreas adjacentes.

##### Capítulo XIX
Minneapolis e St. Paul:
As cidades tratadas nesse capítulo, Minneapolis e St. Paul, são grandes cidades do Estado do Mississipi e são conhecidas como as “Cidades gêmeas”, pois, estão na margem o rio Mississipi de forma contigua. Porém, são cidades independentes uma da outra e cada uma mantém suas próprias funções.
As principais indústrias de Minneapolis são: produção de farinha e derivados, impressões e publicações de todos os tipos e fundição e venda de maquinário. Já em St. Paul, as suas principais indústrias são: de publicações e impressões de todos os tipos, construção e reparo de trens e propaganda de produtos novos. Além disso, essas cidades diferem na etnia predominante de suas populações, pois, em Minneapolis prevalecem os moradores de origem escandinava, enquanto  em St. Paul prevalecem os de etnia germânica e irlandesa. E quanto à religião, prevalecem os luteranos em Minneapolis e os católicos em St. Paul.
- Áreas de Delinquência: A padronização da delinquência juvenil tanto em Minneapolis como em St. Paul, assim como em outras cidades americanas, são, em geral, caracterizadas por altas taxas incidindo em áreas próximas as principais regiões de comércio, de indústria e armazéns dos centros das cidades, enquanto que as taxas diminuem à medida que se afastam destas áreas. Além disso, altas taxas são encontradas em regiões com grande deterioração física e social da cidade.
Desse modo, podem ser elencadas características comuns as áreas com altas taxas de delinquência juvenil:
1. Pobreza;
2. Habitações precárias
3. Superlotação;
4. Altas taxas de mobilidade populacional resultando em declínio habitacional
5. Diferentes culturas e etnias juntas;
6. Falta de áreas de lazer;
7. Prevalência de padrões antissociais;
8. Presença do crime elementos de vício;

Tais características apresentadas apenas buscam representar a complexidade das relações sociais existentes e, frequentemente, podem faltar uma ou mais dessas características. Estes elementos apresentados não são postulados que se relacionam como causa e efeito com a delinquência juvenil e, sim, procuram contribuir para se entender a presença das altas taxas. E por fim, outro fato a ser notado é que  muitas das áreas que possuem altas taxas de delinquência já foram habitadas pela parcela da população economicamente elevada, bem sucedida e com núcleo familiar estruturado. Entretanto, com a invasão dos centros de negócios e a indústria, vieram muitos habitantes com baixas rendas e, assim, transformou-se a região.

#### Parte V – Conclusão
A associação entre a delinquência juvenil e características da comunidade além de mostrar que a dinâmica da comunidade influência o comportamento delinquente, leva a conclusão de que ambas estão ligadas a fatores resultantes dos de processos comuns nas cidades americanas.
Na maioria dos casos, as taxas de comportamento delinquente de jovens refletem as condições sociais com as quais convivem no espaço em que habitam, no que se refere ao conjunto de normas morais. Nesses locais, nota-se que a renda é mais baixa, e que a delinquência se tornou uma forma de tradição social.
Enquanto nos bairros de maior poder aquisitivo as instituições e o padrão normativo moral tradicional são suficientemente fortes para manter a organização, além de repudiar atos desviantes e condutas imorais, nas regiões mais pobres ocorre o inverso. Nas comunidades de baixa renda, a existência de dois conjuntos de valores normativos conflitantes é notável: o convencional e o que leva os jovens à delinquência.  
Nestas faltam oportunidades de crescimento pessoal, haja vista que há pressão para que se ascenda e adquira status social, porém os meios disponíveis não são suficientes para promover o enriquecimento necessário para tal. Nesse sentido, as falsas promessas do comportamento desviante atraem os jovens, diante do fraco desempenho do sistema moral tradicional. Isso reflete na maior delinquência juvenil em áreas de baixa renda.  
O autor finaliza elencando medidas a serem tomadas para solucionar o problema da delinquência juvenil. Ante ao exposto, torna-se claro ser necessário o envolvimento da comunidade. 
Destaca-se, nesse âmbito o “Chicago Area Project” (ver ligação c outra pag da Wikipédia), projeto de revitalização de comunidades, bem sucedido na redução das taxas de criminalidade entre menores. Trata-se de uma organização filantrópica que dá suporte de pessoal e financeiro a comunidades de baixa renda, como uma forma de prevenir a delinquência. Baseia-se na operação a nível local, no envolvimento de moradores da região em comitês para efetuar ações práticas, no uso de mão-de-obra e recursos locais e no desenvolvimento de programas de lazer construtivo para as famílias. O programa tem sido bem sucedido, mostrando que apenas o tratamento individual do delinquente não é suficiente para a solução da criminalidade juvenil em maior escala.

### The Jack-Roller: A Delinquent Boy´s Own Story

#### Introdução
"The Jack-Roller: A Delinquent Boy's Own Story", sem tradução para o português, foi publicado em 1930, pela Imprensa da Universidade de Chicago. Em resumo, é uma obra baseada no relato autobiográfico de um jovem ex-delinquente, referido como Stanley no livro, realizado após sua saída do reformatório. A partir das anotações feitas pelo próprio Stanley durante seu tratamento com Clifford R. Shaw e alguns dados presentes em instituições da época, um estudo sobre sua vida como meliante foi conduzida, com a análise de vários aspectos como seu histórico, seu ambiente familiar, sua infância e seus contatos. 
Esse método de estudo é chamado de "life history", empregado em pesquisa sociológicas, especialmente pela Escola de Chicago, nos Estados Unidos, e cujo propósito é retratar a vida da pessoa entrevistada ou informante em questão, de modo a descrever como é ser ela. Tal retrato é feito por meio de diários, ou seja, em escrito ou por meio de uma sério de entrevistas, sendo a narrativa em primeira pessoa, nas próprias palavras do sujeito, seu aspecto mais marcante. 
Como apontado por Howard S. Becker, em sua introdução na obra, tal documento não constitui meros dados da ciência social, não obstante de ter algumas de suas características, nem é uma autobiografia convencional, ainda que possua a narrativa em primeira pessoa e um ponto de vista claramente subjetivo. Os sociólogos alinham as informações fornecidas às questões nas quais a Sociologia está interessada, perguntam sobre acontecimentos que exigem uma análise profunda e tentam contar a história nos conformes do conteúdo oficial e do material elaborado por pessoas próximas, por eventos ou pelos lugares descritos, com vista a preservar a honestidade do estudo. 
No tocante à expressão que dá nome ao livro, "jack-roller" é um termo antigo usado no século XIX e início do século XX para caracterizar meliantes que roubavam bêbados nas áreas da cidade onde havia bares baratos e hotéis precários com o uso apenas de sua força física, sem  armas. 

#### A História de Stanley
Como dito anteriormente, Stanley era um jovem delinquente e foi acompanhado por seis anos pelo sociólogo Clifford R. Shaw em seu tratamento, cujo objetivo era de reabilitá-lo para a vida digna em sociedade. O jovem tinha dezesseis anos e oito meses na primeira entrevista feita. Suas anotações auto-bibliográficas são desde sua primeira experiência na infância até a citada idade. 
Sua carreira na delinquência iniciou aos seis anos e meio, em um bairro que fazia parte de uma comunidade industrial grande. Nessa área houve uma profunda mudança na composição cultural da população, o que explicaria a desorganização e confusão dos padrões morais. Muitas famílias possuíam conflitos emocionais, ocasionando em problemas de controle parental e na incorporação da criança no círculo social dos pais. Desse mesmo modo, os pais de Stanley também tinham uma relação conflituosa, no qual o pai era um alcoólatra e a madrasta abusava de Stanley e seus irmão de sangue, filhos da segunda esposa de seu pai. 
Stanley foi muitas vezes detido e levado à casa de detenção ou à polícia por estar sozinho nas ruas ou por praticar pequenos crimes. Porém, ele sempre rejeitava a ideia de voltar para casa, onde apenas sofria abusos físicos e rejeição. Aos noves anos, com vários registros, a corte juvenil decidiu enviá-lo para a Escola Saint Charles para Garotos, onde havia uma rigidez e disciplina militar. Ele retornaria ainda mais duas vezes para essa Escola, pois sempre fugia de casa e sobrevivia de pequenos delitos nas ruas. 
Seus crimes de "jack-rolling", ou seja, roubo de bêbados adormecidos ou desprevenidos com o uso somente de força física, iniciaram-se aos quinze anos de idade na rua Madison, onde tal prática era recorrente entre os jovens meliantes. Ele foi preso, chamado perante a corte de garotos e condenado a um ano no Reformatório do Estado de Illinois, no Pontiac, onde a rigidez era ainda mais intensa. 
Mesmo após sua soltura, ele retornou às suas práticas antigas, principalmente a de "jack-rolling". Foi novamente preso e condenado para a Casa de Correção de Chicago. Lá ele sofreu seu pior aprisionamento e quase morreu por má nutrição e doenças. 
Vale ressaltar, por parte da narrativa apresentada por Stanley, alguns aspectos de sua família, seus pensamentos e características. Primeiramente, sua madrasta incentivava os pequenos furtos de Stanley e de seus irmãos em mercados e caminhões de entregas para receber tudo o que obtinham e guardar para si. Segundo, ele tentou inúmeras vezes trabalhar decentemente quando se distanciou do mundo delinquente ao sair do reformatório pela terceira vez, porém na maioria dos lugares não conseguia se adaptar ao ambiente de trabalho, acabou por retornar às suas antigas práticas e fugiu pela preconceito que sofria por ser um ex-convicto. Mesmo durante o tratamento conduzido por Shaw, Stanley teve muitas dificuldades de conseguir um emprego no qual se realizasse devido à sua personalidade forte e seus maus costumes do passado, ainda que ele se esforçasse muito e desejasse melhorar, reiniciar sua vida. Terceiro, após sair da casa de correção, Stanley já se identificava com o grupo de adultos criminosos, devido a seu contato com presos mais velhos do que ele. 
Sua readaptação foi um processo longo e demorado por causa da personalidade e das atitudes que desenvolveu nos seus anos, como a tendência de culpar outros e de se auto-justifica, ainda ele sempre suspeitava dos outros, temia estar sendo perseguido e resistia a qualquer disciplina ou autoridade imposta.
Apesar de todos esses obstáculos, a reabilitação de Stanley foi bem sucedida. Ele conseguiu um trabalho honesto como agente de vendas, casou-se e constituiu uma família. Os métodos em seu tratamento consistiram em colocá-lo em uma nova casa adotiva, localizada em uma comunidade sem delinquência juvenil, e auxiliá-lo em sua vocação profissional. O ambiente compreensível e sem preconceitos, somado ao relacionamento estável e um trabalho adequado à sua personalidade possibilitaram que Stanley fosse de um delinquente para um cidadão digno em sociedade. 

## Análise das Obras
“Juvenile Delinquency” trata-se de um estudo inserido na lógica da Escola de Chicago, corroborando com a Teoria da Desorganização Social. Em suma, essa teoria aduz que o índice de criminalidade de uma comunidade é diretamente proporcional ao seu nível de desorganização. 
Segundo tal pensamento, a criminalidade entre menores se deve às condições que tais jovens encontram na comunidade onde residem. Nas áreas em que o controle social
é mais fraco devido a valores conflitantes, os índices de criminalidade são maiores. Justamente esses bairros são aqueles que apresentam população com renda mais baixa, maior desvalorização imobiliária, maior número de famílias que recebem auxílio do governo e maior grupo de minorias excluídas. 
Já "The-Jack-Roller" ilustra com fulcro na realidade tal teoria, por meio da história de Stanley e seu envolvimento com a delinquência. Ainda que isoladamente não sirva como prova da referida teoria, a obra pode ser um exemplo de um caso de exceção a uma proposição teórica, o que nos faz questionar se a mesma seria adequada ou não. Ademais, essa exceção contribui para direcionar o estudo para o seu sucesso definitivo.
Ao nos apresentar em primeira pessoa a história de Stanley, sentimos como é estar em sua pele e percebemos como os preconceitos da sociedade contra ele e seu grupo
social moldam nossas opiniões e modo de pensar, assim como influenciam as investigações de problemas como a delinquência juvenil. Funciona como uma forma tangível de visualizar o resultado obtido em frios cálculos estatísticos.
Assim como outros duzentos casos similares de jovens infratores reincidentes menores
de dezessete anos que estavam em condicional e foram estudados na época, Stanley teve seu comportamento e antecedentes sociais analisados para serem usados em seu tratamento social intensivo. Por segurança e a fim de se evitar interpretações errôneas do material obtido, são incluídos também no estudo o documento autobiográfico, o histórico da família, registros médicos, psiquiátricos e psicológicos, os registros de prisão, crimes e penas, descrições dos grupos sociais com os quais se relacionou e qualquer outro documento passível de refletir a personalidade e experiências do delinquente juvenil. Sem esses complementos, a interpretação do "life history" seria questionável.
O relato bibliográfico revela no mínimo três aspectos relevantes da conduta delinquente: i) o ponto de vista do sujeito; ii) as condições sociais e culturais ao quais
reage; iii) a sequência das experiências de sua vida. Esses aspectos são também verificados no estudo de “Juvenile Deliquency”, em que evidencia-se a correlação entre eles.
De fato, a conduta delinquente não pode ser analisada sem a presença de seu contexto cultural e social. O mundo do jovem em sua época de meliante é de extrema
importância para compreender o que moldou seu comportamento e sua personalidade.
Primeiramente, o ambiente familiar é de grande influência para a atitude delinquente. Casos demonstraram que os problemas de comportamento estavam provável e diretamente relacionados a conflitos recorrentes e frequentes entre a figura materna e a paterna. O segundo fator decisivo para a delinquência eram os círculos de relacionamento e as gangues altamente organizadas. Neles, o comportamento criminoso era transmitido tradicionalmente dos mais velhos aos mais jovens do grupo.
Portanto, os atos individuais dos jovens delinquentes são sempre compreensíveis a partir da análise de suas experiências, especialmente nos primeiros anos de vida e da
infância. Tal é claramente demonstrado na história de Stanley, cuja família era
conflituosa e indiferente a ele e seus irmãos mais próximos e cujos amigos
participavam de práticas ilícitas e o influenciaram desde pequenos.
No tratamento do delinquente juvenil, sua própria história é de suma importância para a o diagnóstico e o método de tratamento do caso. Os aspectos e pensamentos subjetivos revelados no relato autobiográfico trazem evidências sobre o natureza real do comportamento problemático e as bases para o melhor plano para cuidar da pessoa em consideração às suas atitudes, seus interesses e sua personalidade. Sem tais elementos, muitas vezes a reabilitação do sujeito
está fadada ao fracasso, como demonstrado no insucesso de casas adotivas que não
levaram em conta tais valores do adolescente ou criança, além de a discrepância social e cultural entre os pais adotivos dificultar a adaptação ao ambiente.
A necessidade de lidar com a criminalidade entre adolescentes de um modo
diferente é, igualmente, enfatizada na conclusão de “Juvenile Delinquency”. Não basta apenas a aplicação de medidas punitivas, de caráter individual. Tais seriam restritas e não atuariam na melhoria das condições que encaminham os jovens à delinquência. Urge a prevenção, e para isso, é imperativo o engajamento da comunidade como um todo.
A contribuição da obra de Shaw é notável. O método do "life history" abrange não apenas a teoria como também a terapia e o tratamento do
delinquentes. O riquíssimo estudo estatístico realizado com afinco durante duas décadas trazem resultados precisos e pertinentes. Os dados auxiliam tanto no estudo e análise dos problemas compreendido na área da Criminologia quanto na formulação de uma hipótese baseada nas causas do comportamento delinquente. 
Clifford Shaw conclui que os relatos auto-bibliográficos são o material sociológico perfeito e, se não a Sociologia não os use tanto, é somente por causa da dificuldade prática em se obter um número relevante de registros a ponto de se abranger todos os problemas sociológicos, somada à quantidade enorme de trabalho para uma análise apropriada de todos os materiais pessoais necessários para caracterizar um grupo social. Igualmente, a estatística e exame das
cidades assumes caráter pragmático e possibilitam análise direta para adoção de
medidas que busquem a redução da criminalidade.